# Shenzhou 8

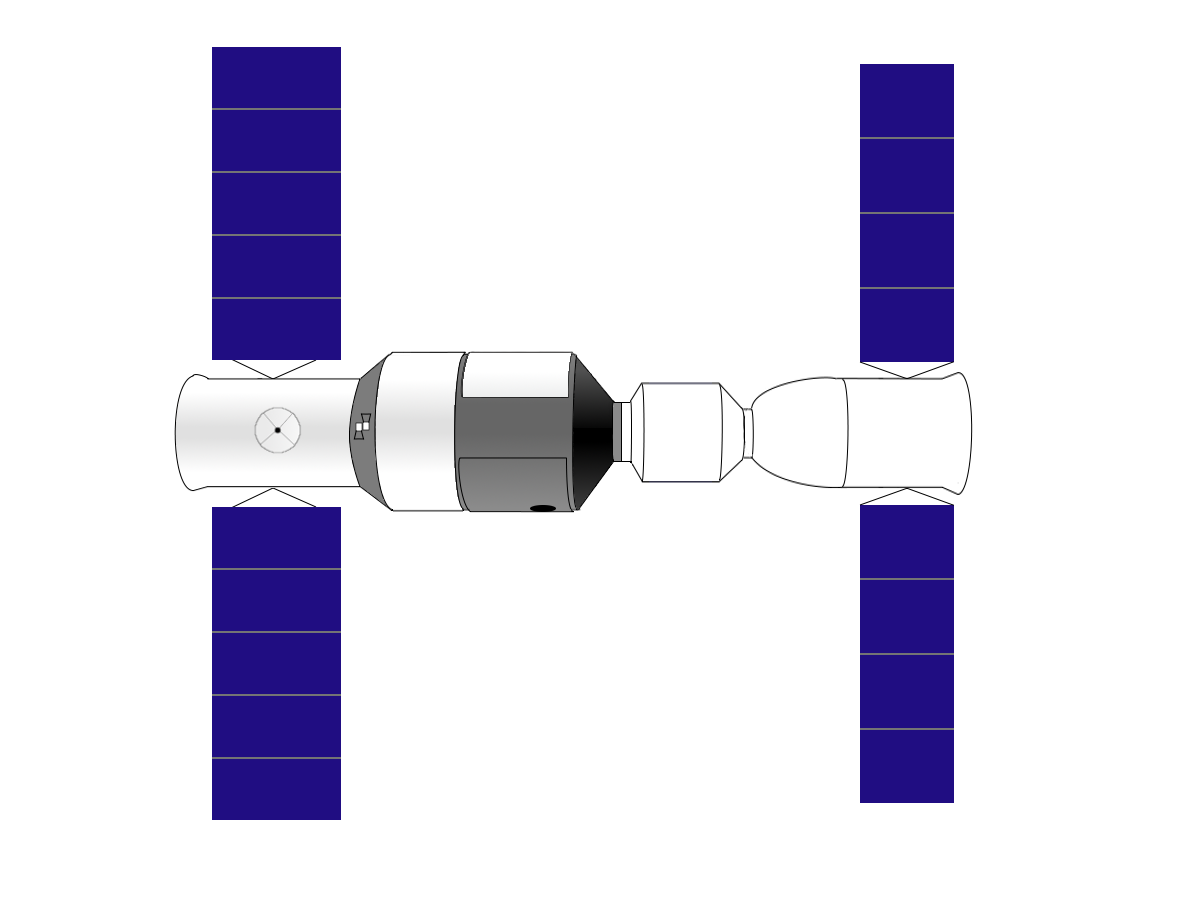
Cumowanie Shenzhou do Tiangong 1

Shenzhou 8 – bezzałogowy statek kosmiczny, którego lot odbył się w ramach chińskiego programu kosmicznego. 
Start odbył się 31 października 2011 r. z kosmodromu Jiuquan za pomocą rakiety Chang Zheng 2F. Głównym celem misji było przetestowanie systemu cumowania do chińskiego modułu Tiangong 1, wyniesionego na orbitę 29 września 2011 roku. 2 listopada odbyło się pierwsze cumowanie Shenzhou 8 do Tiangong 1, a 14 listopada drugie, po uprzednim rozdzieleniu obu statków. Obydwa manewry zakończyły się sukcesem. Lądowanie kapsuły powrotnej Shenzhou 8 nastąpiło 17 listopada 2011 r.
W ciągu najbliższych kilku lat przewidziane są załogowe loty statków serii Shenzhou do kolejnych modułów typu Tiangong.